# Герб Рамешковского района
Герб муниципального образования «Ра́мешковский район» Тверской области Российской Федерации.
Герб утверждён в 1996 году.
Герб внесён в Государственный геральдический регистр Российской Федерации под регистрационным номером 1614.

## Описание герба
«В серебряном поле серебряный же, тонко окаймлённый червленью, крест, обременённый посередине зелёною с золотым стволом елью и сопровождаемый в каждом углу таковой же елью».

## Обоснование символики
Крест в гербе района напоминает о том, что Рамешки некогда принадлежали Троице-Сергиеву монастырю.
Ели — гласный элемент герба, связанный с этимологией слова «раменье» - глухой темнохвойный (чаще всего еловый) лес.